# Román Golobart
Román Golobart Benet (Barcellona, 21 marzo 1992) è un ex calciatore spagnolo, di ruolo difensore.

## Biografia
Anche suo padre Joan è stato un calciatore.

## Palmarès

### Club

#### Competizioni nazionali
- Coppa d'Inghilterra: 1

Wigan: 2012-2013
- Campionato tedesco di seconda divisione: 1

Colonia: 2013-2014